# German Lorca
German Lorca (São Paulo, 28 de mayo de 1922-Ibidem, 8 de mayo de 2021) fue un fotógrafo brasileño que ha sido miembro del Foto Cine Club Bandeirante, junto a otros fotógrafos como Marcel Giró, José Yalenti, Madalena Schwartz o Gaspar Gasparian, entre muchísimos otros.

## Biografía
German Lorca estudió para contable en el Liceo Académico de São Paulo y se dedicó a actividades comerciales, abriendo su propio negocio y dedicándose a la contabilidad hasta el año 1952.
Su interés por la fotografía fue en aumento y se formó al respecto de modo autodidacta y en torno al activo Foto Cine Club Bandeirante de su ciudad. En el año 1949 ya se dedicaba a realizar trabajos fotográficos a tiempo parcial y en el año 1952 cerró su negocio contable y abrió su primer estudio fotográfico.
En 1954 fue nombrado fotógrafo oficial para la celebración del IV centenario de la fundación de São Paulo. Sus temáticas van desde temas más sociales hasta el tratamiento compositivo mediante el claroscuro.
Su participación en las actividades del Foto Cine Club Bandeirante y su actividad personal psterior le ha convertido en uno de los fotógrafos contemporáneos más importantes de Brasil.
Su actividad no ha decrecido en nuestros días, cuando ya sobrepasa los 90 años.
Falleció en São Paulo, de causas naturales, 20 días antes de cumplir noventa y nueve años.

## Exposiciones Colectivas (selección)
- 2006. El contraluz en la Escuela Paulista, Foto Cine Clube Bandeirante, São Paulo
- 2007. Fragmentos: Modernismo en la fotografía brasileña. Galería Bergamin, São Paulo y Río de Janeiro
- 2018. ARCO Madrid (Madrid)ː Junto a su antiguo compañero de la Escuela Paulista Marcel Giró[9][10]

## Libros
- 2013. German Lorca.,[11][12] de José Souza Martins